# Abderaouf Benguit
Abderaouf Benguit (en arabe : عبد الرؤوف بن قيط) est un footballeur international algérien né le 5 avril 1996 à Laghouat. Il évolue au poste de milieu de terrain  au CR Belouizdad.

## Biographie
Abderaouf Benguit participe à la Coupe d'Afrique des nations des moins de 23 ans 2015 organisée au Sénégal ou l'Algérie termine vice-championne, battue par le Nigeria en finale. Lors de cette compétition, Abderaouf Benguit est titulaire, disputant les 5 matchs dans son intégralité au poste de latéral droit. Il rejoint l'Espérance de Tunis en 2019. En 2021, il essaye de rejoindre un autre club[Lequel ?] sans accord avec son club, le club tunisien contre-attaque et porte plainte,,, et le joueur se trouve dans une situation de blocage, sans club. En effet les clubs[Lesquels ?] qui le convoitaient se sont désistés à cause de cette situation litigieuse.

## Statistiques

### En club
| Saison                | Club                  | Championnat           | Championnat | Championnat | Championnat | Coupe(s) nationale(s) | Coupe(s) nationale(s) | Coupe(s) nationale(s) | Supercoupe | Supercoupe | Supercoupe | Compétition(s) continentale(s) | Compétition(s) continentale(s) | Compétition(s) continentale(s) | Compétition(s) continentale(s) | Supercoupe CAF | Supercoupe CAF | Supercoupe CAF | Mondial des clubs | Mondial des clubs | Mondial des clubs | Autres compétitions | Autres compétitions | Autres compétitions | Autres compétitions | Algérie | Algérie | Algérie | Total | Total | Total |
| Saison                | Club                  | Division              | M.          | B.          | P.d.        | M.                    | B.                    | P.d.                  | M.         | B.         | P.d.       | Comp.                          | M.                             | B.                             | P.d.                           | M.             | B.             | P.d.           | M.                | B.                | P.d.              | Comp.               | M.                  | B.                  | P.d.                | M.      | B.      | P.d.    | M.    | B.    | P.d.  |
| 2015-2016             | Paradou AC            | Ligue 2               | 24          | 1           | 0           | 3                     | 0                     | 0                     | -          | -          | -          | -                              | -                              | -                              | -                              | -              | -              | -              | -                 | -                 | -                 | -                   | -                   | -                   | -                   | -       | -       | -       | 27    | 1     | 0     |
| 2016-2017             | USM Alger (prêt)      | Ligue 1               | 26          | 1           | 1           | 3                     | 0                     | 0                     | -          | -          | -          | C1                             | 10                             | 0                              | 0                              | -              | -              | -              | -                 | -                 | -                 | -                   | -                   | -                   | -                   | 0       | 0       | 0       | 39    | 1     | 1     |
| 2017-2018             | USM Alger (prêt)      | Ligue 1               | 15          | 0           | 2           | 2                     | 0                     | 0                     | -          | -          | -          | C1+C2                          | 3+6                            | 0                              | 0                              | -              | -              | -              | -                 | -                 | -                 | -                   | -                   | -                   | -                   | 2       | 0       | 0       | 28    | 0     | 2     |
| 2018-2019             | USM Alger (prêt)      | Ligue 1               | 28          | 4           | 4           | 3                     | 1                     | 0                     | -          | -          | -          | C2                             | 6                              | 1                              | 0                              | -              | -              | -              | -                 | -                 | -                 | -                   | -                   | -                   | -                   | 1       | 0       | 0       | 38    | 6     | 4     |
| Sous-total            | Sous-total            | Sous-total            | 69          | 5           | 7           | 8                     | 1                     | 0                     | -          | -          | -          | -                              | 25                             | 1                              | 0                              | -              | -              | -              | -                 | -                 | -                 | -                   | -                   | -                   | -                   | 3       | 0       | 0       | 105   | 7     | 7     |
| 2019-2020             | ES Tunis              | Ligue 1 Pro           | 21          | 1           | 3           | 5                     | 2                     | 0                     | -          | -          | -          | C1                             | 8                              | 3                              | 1                              | 1              | 1              | 0              | 2                 | 0                 | 1                 | UAFA                | 2                   | 0                   | 0                   | -       | -       | -       | 39    | 7     | 5     |
| 2020-2021             | ES Tunis              | Ligue 1 Pro           | 20          | 2           | 3           | 1                     | 0                     | 0                     | 1          | 0          | 0          | C1                             | 11                             | 2                              | 0                              | -              | -              | -              | -                 | -                 | -                 | -                   | -                   | -                   | -                   | -       | -       | -       | 33    | 4     | 3     |
| Sous-total            | Sous-total            | Sous-total            | 41          | 3           | 6           | 6                     | 2                     | 0                     | 1          | 0          | 0          | -                              | 19                             | 5                              | 1                              | 1              | 1              | 0              | 2                 | 0                 | 1                 | -                   | 2                   | 0                   | 0                   | -       | -       | -       | 72    | 11    | 8     |
| 2021-2022             | MC Alger              | Ligue 1               | 9           | 1           | 1           | -                     | -                     | -                     | -          | -          | -          | -                              | -                              | -                              | -                              | -              | -              | -              | -                 | -                 | -                 | -                   | -                   | -                   | -                   | -       | -       | -       | 9     | 1     | 1     |
| 2022-2023             | Raja CA               | Botola Pro            | 13          | 0           | 0           | 1                     | 0                     | 0                     | -          | -          | -          | C1                             | 8                              | 0                              | 2                              | -              | -              | -              | -                 | -                 | -                 | -                   | -                   | -                   | -                   | -       | -       | -       | 22    | 0     | 2     |
| 2023-2024             | CR Belouizdad         | Ligue 1               | 28          | 1           | 4           | 6                     | 2                     | 0                     | -          | -          | -          | C1                             | 8                              | 3                              | 0                              | -              | -              | -              | -                 | -                 | -                 | UAFA                | 2                   | 0                   | 0                   | -       | -       | -       | 44    | 6     | 4     |
| 2024-2025             | CR Belouizdad         | Ligue 1               | 24          | 3           | 1           | 6                     | 0                     | 0                     | 1          | 0          | 0          | C1                             | 10                             | 2                              | 1                              | -              | -              | -              | -                 | -                 | -                 | -                   | -                   | -                   | -                   | -       | -       | -       | 41    | 5     | 2     |
| Sous-total            | Sous-total            | Sous-total            | 52          | 4           | 5           | 12                    | 2                     | 0                     | 1          | 0          | 0          | -                              | 18                             | 5                              | 1                              | -              | -              | -              | -                 | -                 | -                 | -                   | 2                   | 0                   | 0                   | -       | -       | -       | 85    | 11    | 6     |
| Total sur la carrière | Total sur la carrière | Total sur la carrière | 208         | 14          | 19          | 30                    | 5                     | 0                     | 2          | 0          | 0          | -                              | 69                             | 11                             | 4                              | 1              | 1              | 0              | 2                 | 0                 | 1                 | -                   | 4                   | 0                   | 0                   | 3       | 0       | 0       | 319   | 31    | 24    |

### En sélection nationale
| Saison                | Sélection             | Phases finales        | Phases finales | Phases finales | Phases finales | Éliminatoires CDM | Éliminatoires CDM | Éliminatoires CDM | Éliminatoires CAN | Éliminatoires CAN | Éliminatoires CAN | Matchs amicaux | Matchs amicaux | Matchs amicaux | Total | Total | Total |
| Saison                | Sélection             | Compétition           | M              | B              | Pd             | M                 | B                 | Pd                | M                 | B                 | Pd                | M              | B              | Pd             | M     | B     | Pd    |
| --------------------- | --------------------- | --------------------- | -------------- | -------------- | -------------- | ----------------- | ----------------- | ----------------- | ----------------- | ----------------- | ----------------- | -------------- | -------------- | -------------- | ----- | ----- | ----- |
| 2016-2017             | Algérie               | CAN 2017              | -              | -              | -              | -                 | -                 | -                 | -                 | -                 | -                 | 0              | 0              | 0              | 0     | 0     | 0     |
| 2017-2018             | Algérie               | -                     | -              | -              | -              | 2                 | 0                 | 0                 | -                 | -                 | -                 | 0              | 0              | 0              | 2     | 0     | 0     |
| 2018-2019             | Algérie               | CAN 2019              | -              | -              | -              | -                 | -                 | -                 | -                 | -                 | -                 | 1              | 0              | 0              | 1     | 0     | 0     |
| Total sur la carrière | Total sur la carrière | Total sur la carrière | -              | -              | -              | 2                 | 0                 | 0                 | 0                 | 0                 | 0                 | 1              | 0              | 0              | 3     | 0     | 0     |

### Matchs internationaux
La liste ci-dessous dénombre toutes les rencontres de l'Équipe d'Algérie de football auxquelles Raouf Benguit prend part, du 5 septembre 2017 jusqu'à présent.

## Palmarès

### En club
- Champion d'Algérie 2019 avec l'USM Alger
- Coupe d'Algérie 2024 avec le CR Belouizdad
- Champion de Tunisie 2020 et 2021 avec l'Espérance sportive de Tunis
- Finaliste de la Supercoupe d'Afrique en 2020 avec l'Espérance de Tunis
- Vainqueur de la Supercoupe de Tunisie : 2020
- Finaliste de la Coupe de Tunisie : 2020
- Participation à la Coupe du Monde des Clubs 2019 avec l'Espérance de Tunis

### En sélection
- Finaliste de la CAN U23 2015 avec l'équipe d'Algérie olympique.
- Médaille de bronze  aux Jeux de la solidarité islamique de 2017 [7]